# اچ‌ام‌اس لاین (۱۸۴۷)
اچ‌ام‌اس لاین (۱۸۴۷) (به انگلیسی: HMS Lion (1847)) یک کشتی بود که طول آن ۱۹۰ فوت (۵۸ متر) بود. این کشتی در سال ۱۸۴۷ ساخته شد.